# Крайник, Мирослав
Мирослав Крайник (чеш. Miroslav Krajník; 1850—1907) — чешский поэт-лирик и драматург, адвокат и депутат, автор сборника стихотворений «Baśně» (1870 и 1876), водевиля «Zatknutí» (1870) и трагедии «Jan Rohač z Dubé» (1881).

## Биография
Учился на юридическом факультете Карлова университета в Праге, окончил обучение в 1872 году в Кракове. Затем он вернулся в Прагу, где открыл успешную юридическую фирму.
Участвовал в управлении некоторыми корпорациями (например, Земельный Банк Богемского Королевства, где он был заместителем генерального директора), участвовал в строительстве в Добржиховице на улице Брунсова (сегодня Крайникова). Далее проживал в построенном им доме № 109 по этой улице.

## Творческая деятельность
Литературное наследие Крайника не очень обширно. Он начал издавать стихи в 1867 году в журнале Кветы, позже в Лумире и Светозоре. Переводил с французского, русского и польского. Писал короткие одноактные пьесы, в основном комедийного содержания, произведения в жанре «путешествия».
Наиболее известно:
- Стихи Мирослава Крайника (1870)
- Ян Рогач из Дубы (1880) — историческая драма о гуситском воине; цензура препятствовала постановке в течение некоторого времени.
- Сборник переведенных стихов Пьера-Жана де Беранже (1875).